# 3183 Franzkaiser
3183 Franzkaiser este un asteroid din centura principală, descoperit pe 2 august 1949, de Karl Reinmuth.